# Amerikanska Samoas herrlandslag i fotboll
Amerikanska Samoas fotbollslandslag representerar Amerikanska Samoa i fotboll, och spelade sin första match den 20 augusti 1983, då man föll med 1-3 borta mot Västra Samoa under Stillahavsspelen.
Amerikanska Samoas fotbollslandslag var länge det lägst rankade laget på Fifa World Rankings 205 plats. Det håller också rekordet på största förlust med 31-0 mot Australien i april 2001 i Coffs Harbour, Australien. Länge hade laget heller aldrig vunnit en officiell match som Fifa-nation. Fram tills 23 november 2011 var den enda segern i såväl tränings- som tävlingsmatcher kom 1983 mot Wallis- och Futunaöarna. Den matchen räknas dock inte i statistiken då inget av lagen då var medlem av Fifa. (Wallis- och Futunaöarna är fortfarande inte med i Fifa.) Den 23 november 2011 kom första segern, mot Tonga, med 2-1. Detta gjorde att man i december 2011 klättrat till plats 173 på Fifas lista. Sedan dess har man dock sjunkit igen.

## VM
- 1930 till 1998 - Var ej med
- 2002 till 2006 - Kvalificerade sig ej

## Oceaniska mästerskap
- 1973 - Var ej med
- 1980 - kvalificerade sig ej
- 1996 - 2004 - kvalificerade sig ej.